# James Superswift-modellen
De James Superswift-modellen zijn twee motorfietsmodellen die het Britse merk James produceerde van 1962 tot 1966.

## Voorgeschiedenis
James, gevestigd in Birmingham, had al vanaf 1901 motorfietsen geproduceerd. Na de Tweede Wereldoorlog waren dat uitsluitend lichte tweetakten met inbouwmotoren van tweetaktspecialist Villiers uit Wolverhampton. Vanaf de eerste 98cc-modellen uit 1946 was de cilinderinhoud langzaam gegroeid tot in 1957 de 250cc-James Commodore L25 op de markt kwam. Omdat James intussen was opgegaan in het AMC-concern, dat ook eigendom was van AJS, Matchless en Francis-Barnett, werden intussen eigen AMC-eencilindertweetakten gebruikt. AMC deed volop aan badge-engineering: de 350- en 500cc-modellen van AJS en Matchless leken sprekend op elkaar en hetzelfde gold voor de lichtere modellen van Francis-Barnett en James. Zo had de Commodore L25 als eeneiige tweeling de Francis-Barnett Cruiser 80. Dit waren nog echte toermotorfietsen, met veel plaatwerk zoals dat aan het begin van de jaren zestig gebruikelijk was. In die tijd verschenen ook al de eerste, veel sportievere Japanse tweetakten, zoals de Yamaha YDS-1 tweecilinder. AMC moest daarop antwoorden en deed dat met twee modellen: de Francis-Barnett Cruiser 89 en de James Superswift.

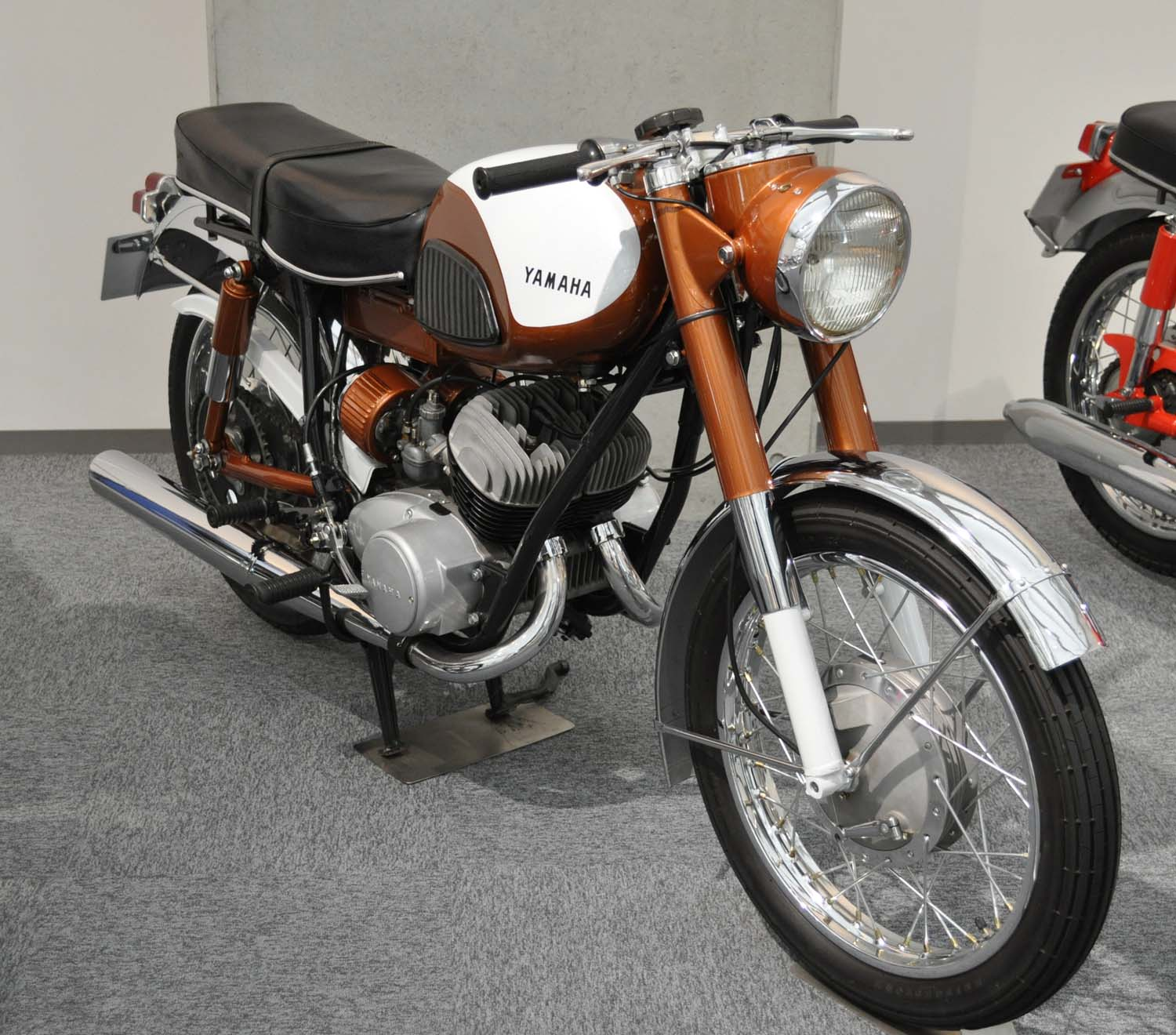
De concurrentie: Yamaha YDS-1, die al in 1959 op de markt was gekomen

## Superswift-modellen

### 1962-1963: James Superswift
De James Superswift kwam (met de FB Cruiser 89) in 1962 op de markt. AMC had zelf geen 250cc-tweecilinder en deed daarom toch weer een beroep op Villiers, dat de Villiers 2T tweecilinder met vier versnellingen verzorgde. De James Superswift was echter allesbehalve sportief: het vele plaatwerk was er nog steeds, maar James stapte wel over op frissere kleuren dan de "fabriekskleur", tot dat moment bordeauxrood. De Superswift was grijs met blauw met verchroomde tankflanken en het kleurenschema brak enigszins het dikke plaatwerk rond het achterwiel. De machine bleef tot 1963 in productie.

### 1963-1966: James Sports Superswift
In 1963 kreeg de Superswift met de "Sports Superswift" aanvankelijk alleen cosmetische veranderingen. Het plaatwerk rond het achterwiel verdween en het diepe, U-vormige gespoten voorspatbord werd vervangen door een veel eleganter, verchroomd exemplaar. In 1964 kreeg de Sports Superswift bovendien de nieuwe Villiers-4T-tweecilinder.
Intussen was het faillissement van AMC onafwendbaar, en in de laatste jaren van haar bestaan importeerde James zelfs de eerste Suzuki-motorfietsen in het Verenigd Koninkrijk. Die werden afgeleverd aan Golden Hillock Road, grenzend aan Gough Road waar James gevestigd was. Daar was feitelijk de achteringang van de James-fabriek. Toen AMC in 1966 werd verkocht aan Dennis Poore eindigde de productie van de James-motorfietsen.